# Movistar CineDoc&Roll
Movistar CineDoc&Roll fue un canal de televisión por suscripción español propiedad de Telefónica. Su programación se centraba en la emisión de cine y programas independientes y exclusivos en España.

## Historia
Canal+ Xtra comenzó sus emisiones en la plataforma de pago Canal+ el 15 de septiembre de 2010.
A partir del 1 de agosto de 2016, cumpliendo un año de la plataforma, pasó a denominarse de "Canal+ Xtra" a Movistar Xtra, eliminando la marca "Canal+" para así no pagar los derechos a Vivendi. Esto también contrajo una nueva identidad visual de la plataforma y del mismo canal.
El 30 de agosto de 2018 el canal pasó a llamarse definitivamente Movistar CineDoc&Roll, empezando una serie de cambios en la plataforma de televisión en la que se incluía el cambio de nombre de algunos canales.
El 31 de julio de 2021, el canal cesó sus emisiones y fue reemplazado por Movistar Estrenos 2, tras una reestructuración en los canales propios de series y cine de Movistar+, traspasando su contenido a Movistar Estrenos.

## Programación
Movistar CineDoc&Roll ofrecía una programación alternativa centrada en la emisión de cine de calidad independiente, inédito en España, anime, indie, etc. También dedicaba gran parte de su programación a otros géneros como programas musicales, tanto extranjeros como de producción propia, late shows, cortometrajes o videoclips. Ofrecía así una programación que se alejaba de los criterios comerciales.
De forma eventual se emitía el programa Cine Basura presentado por José Viruete y Paco Fox, en el cual se criticaban películas de baja calidad.
Durante la madrugada emitía una vanguardista carta de ajuste llamada "Skyline" donde se recreaba una ciudad virtual en pantalla con lo que ocurría en la web de la cadena. En 2011 consiguió un premio Laus de Bronce.
La cadena emitía además películas que habían pasado en anteriores ediciones del Festival de Sitges. Así, el día 13 de cada mes se emitían dentro de "El día Sitges" títulos vinculados a dicho festival de cine. La cadena ha emitido todas las películas nominadas o ganadoras a mejor largometraje del Festival de Sitges de todas las ediciones.

## Programas
- La Script en Movistar+
- Inside the Actors Studio
- Real Time with Bill Maher
- Later... with Jools Holland
- From the Basement
- The Daily Show with Jon Stewart
- The Colbert Report
- Sesiones Movistar+[9]
- Menú Stereo[10]
- TimesTalks
- Last Week Tonight[11]
- Saturday Night Live versión Estados Unidos.

## Imagen corporativa

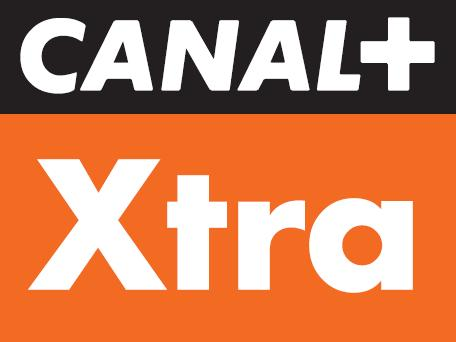
Logo de Canal+ Xtra entre el 15 de septiembre del 2010 al 1 de agosto del 2016.
Logo de Movistar Xtra entre el 1 de agosto del 2016 al 30 de agosto del 2018.
Logo entre el 30 de agosto de 2018 hasta su cese de emisiones el 31 de julio del 2021.

## Disponibilidad
Dentro de territorio español Movistar CineDoc&Roll estaba disponible únicamente en la plataforma de pago española Movistar+. Se encontraba disponible en el dial 32 de la citada plataforma de televisión. 
También estaba disponible en Movistar+ en dispositivos, tanto como canal en directo (emisión lineal a la señal original), como en VOD ofreciendo parte del catálogo de películas que emitía.